# Meike Babel
Pour les articles homonymes, voir Babel.
Meike Babel (née le 22 novembre 1974 à Langen) est une joueuse de tennis allemande, professionnelle dans les années 1990.
Comptant presque sans discontinuer parmi les cent meilleures mondiales à partir de 1992 et en constants progrès, elle réalise sa meilleure saison en 1995 — saison qu'elle conclut au 32e rang.
Absente tout au long de l'année 1996, elle revient à la compétition en mai 1997, sans retrouver son niveau d'antan.
Elle prend sa retraite sportive fin 2000.
Outre trois finales perdues en simple, Meike Babel a remporté un tournoi WTA en double dames pendant sa carrière. Elle a disputé six matchs en Fed Cup pour son pays.

## Palmarès

### Titre en simple dames
Aucun

### Finales en simple dames
| No | Date       | Nom et lieu du tournoi   | Catégorie | Dotation  | Surface         | Vainqueure        | Score         |          |
| -- | ---------- | ------------------------ | --------- | --------- | --------------- | ----------------- | ------------- | -------- |
| 1  | 04-05-1992 | Belgian Open, Waregem    | Tier V    | 100 000 $ | Terre (ext.)    | Wiltrud Probst    | 6-2, 6-3      | Parcours |
| 2  | 12-07-1993 | BVV Open, Prague         | Tier IV   | 100 000 $ | Terre (ext.)    | Natalia Medvedeva | 6-3, 6-2      | Parcours |
| 3  | 07-02-1994 | EA-Generali Ladies, Linz | Tier III  | 150 000 $ | Moquette (int.) | Sabine Appelmans  | 6-1, 4-6, 7-6 | Parcours |

### Titre en double dames
| No | Date       | Nom et lieu du tournoi    | Catégorie | Dotation  | Surface    | Partenaire        | Finalistes                   | Score    |          |
| -- | ---------- | ------------------------- | --------- | --------- | ---------- | ----------------- | ---------------------------- | -------- | -------- |
| 1  | 03-08-1998 | Enka Ladies Open Istanbul | Tier IV   | 107 500 $ | Dur (ext.) | Laurence Courtois | Åsa Svensson Florencia Labat | 6-0, 6-2 | Parcours |

### Finales en double dames
| No | Date       | Nom et lieu du tournoi       | Catégorie | Dotation  | Surface         | Vainqueures                          | Partenaire        | Score    |          |
| -- | ---------- | ---------------------------- | --------- | --------- | --------------- | ------------------------------------ | ----------------- | -------- | -------- |
| 1  | 21-07-1997 | Warsaw Cup by Heros Varsovie | Tier III  | 164 250 $ | Terre (ext.)    | Ruxandra Dragomir Inés Gorrochategui | Catherine Barclay | 6-4, 6-0 | Parcours |
| 2  | 20-10-1997 | SEAT Open Luxembourg         | Tier III  | 164 250 $ | Moquette (int.) | Larisa Neiland Helena Suková         | Laurence Courtois | 6-2, 6-4 | Parcours |

## Parcours en Grand Chelem

### En simple dames
| Année | Open d'Australie | Open d'Australie  | Internationaux de France | Internationaux de France | Wimbledon       | Wimbledon        | US Open         | US Open          |
| ----- | ---------------- | ----------------- | ------------------------ | ------------------------ | --------------- | ---------------- | --------------- | ---------------- |
| 1992  | 1er tour (1/64)  | Anna Foldenyi     | 1er tour (1/64)          | Natalia Medvedeva        | 1er tour (1/64) | Sabine Appelmans | 1er tour (1/64) | Kimiko Date      |
| 1993  | 3e tour (1/16)   | Magdalena Maleeva | 1er tour (1/64)          | Rachel McQuillan         | —               | —                | 2e tour (1/32)  | Christina Singer |
| 1994  | —                | —                 | 2e tour (1/32)           | Anke Huber               | 2e tour (1/32)  | Linda Wild       | —               | —                |
| 1995  | 3e tour (1/16)   | Karina Habšudová  | 2e tour (1/32)           | Chanda Rubin             | 2e tour (1/32)  | Kimiko Date      | —               | —                |
| 1997  | —                | —                 | 3e tour (1/16)           | Amanda Coetzer           | —               | —                | 2e tour (1/32)  | Miriam Oremans   |
| 1998  | 1er tour (1/64)  | Ruxandra Dragomir | 2e tour (1/32)           | Martina Hingis           | 1er tour (1/64) | Patricia Hy      | 1er tour (1/64) | Mary Pierce      |
| 2000  | —                | —                 | 2e tour (1/32)           | Émilie Loit              | —               | —                | —               | —                |

À droite du résultat, l’ultime adversaire.

### En double dames
| Année | Open d'Australie           | Open d'Australie          | Internationaux de France     | Internationaux de France     | Wimbledon                    | Wimbledon                | US Open                   | US Open                      |
| ----- | -------------------------- | ------------------------- | ---------------------------- | ---------------------------- | ---------------------------- | ------------------------ | ------------------------- | ---------------------------- |
| 1992  | 2e tour (1/16) B. Rittner  | P. Fendick G. Fernández   | 1er tour (1/32) W. Probst    | K. Maleeva B. Rittner        | 1er tour (1/32) W. Probst    | A. Huber C. Kohde-Kilsch | —                         | —                            |
| 1993  | 1er tour (1/32) N. Arendt  | J. Hodder A. Woolcock     | —                            | —                            | —                            | —                        | —                         | —                            |
| 1994  | —                          | —                         | 1er tour (1/32) K. Kschwendt | S. Cecchini P. Tarabini      | 1er tour (1/32) K. Kschwendt | S. Cecchini P. Tarabini  | —                         | —                            |
| 1995  | 2e tour (1/16) P. Hy       | K. Habšudová R. Zrubáková | 1er tour (1/32) C. Porwik    | J. Halard N. Tauziat         | 2e tour (1/16) S. Farina     | E. Reinach I. Spîrlea    | —                         | —                            |
| 1997  | —                          | —                         | 2e tour (1/16) L. Golarsa    | A. Kournikova E. Likhovtseva | —                            | —                        | 2e tour (1/16) L. Golarsa | A. Kournikova E. Likhovtseva |
| 1998  | 1er tour (1/32) C. Barclay | A. Dechaume S. Testud     | 3e tour (1/8) W. Probst      | A. Kournikova L. Neiland     | 2e tour (1/16) W. Probst     | K. Adams M. Bollegraf    | 2e tour (1/16) M. Paz     | M. de Swardt D. Graham       |
| 2000  | —                          | —                         | 1er tour (1/32) J. Kandarr   | A. Kournikova N. Zvereva     | —                            | —                        | —                         | —                            |

Sous le résultat, la partenaire ; à droite, l’ultime équipe adverse.

### En double mixte
N'a jamais participé à un tableau final.

## Parcours en Fed Cup
| #                                                                 | Date       | Lieu                | Surface         | Gagnante(s)              | Perdante(s)                            | Score           |          |
|                                                                   |            |                     |                 |                          |                                        |                 |          |
| 1995 - 1/4 de finale (groupe mondial) - Allemagne - Japon - 4 : 1 |            |                     |                 |                          |                                        |                 |          |
| 1                                                                 | 22/04/1995 | Fribourg-en-Brisgau | Terre (ext.)    | Meike Babel              | Kyoko Nagatsuka                        | 6-3, 4-6, 6-3   | Parcours |
| 1                                                                 | 22/04/1995 | Fribourg-en-Brisgau | Terre (ext.)    | Kimiko Date Ai Sugiyama  | Meike Babel Barbara Rittner            | 6-2, 6-1        | Parcours |
|                                                                   |            |                     |                 |                          |                                        |                 |          |
| 1997 - Barrage (groupe mondial I) - Allemagne - Croatie - 3 : 2   |            |                     |                 |                          |                                        |                 |          |
| 2                                                                 | 12/07/1997 | Francfort           | Moquette (ext.) | Iva Majoli               | Meike Babel                            | 6-2, 6-3        | Parcours |
| 2                                                                 | 12/07/1997 | Francfort           | Moquette (ext.) | Mirjana Lučić            | Meike Babel                            | 6-4, 6-1        | Parcours |
| 2                                                                 | 12/07/1997 | Francfort           | Moquette (ext.) | Meike Babel Anke Huber   | Mirjana Lučić Iva Majoli               | 7-64, 6-74, 6-1 | Parcours |
|                                                                   |            |                     |                 |                          |                                        |                 |          |
| 1998 - Barrage (groupe mondial I) - Russie - Allemagne - 4 : 1    |            |                     |                 |                          |                                        |                 |          |
| 3                                                                 | 25/07/1998 | Moscou              | Dur (int.)      | Meike Babel Jana Kandarr | Evgenia Kulikovskaya Ekaterina Sysoeva | 6-4, 6-2        | Parcours |

## Classements WTA en fin de saison

### En simple
| Année | 1990 | 1991 | 1992 | 1993 | 1994 | 1995 | 1996 | 1997 | 1998 | 1999 | 2000 |
| Rang  | 501  | 142  | 86   | 48   | 46   | 32   | -    | 117  | 102  | -    | 423  |

Source : (en) « Classements de Meike Babel », sur le site officiel du WTA Tour

### En double
| Année | 1991 | 1992 | 1993 | 1994 | 1995 | 1996 | 1997 | 1998 | 1999 | 2000 |
| Rang  | 185  | 164  | 144  | 92   | 100  | -    | 100  | 59   | -    | 285  |

Source : (en) « Classements de Meike Babel », sur le site officiel du WTA Tour